# Windesheim (Duitsland)
Windesheim is een plaats in de Duitse deelstaat Rijnland-Palts, en maakt deel uit van de Landkreis Bad Kreuznach.
Windesheim telt 1.752 inwoners. In Windesheim is het OrgelARTmuseum gevestigd dat zich naast het tonen van een collectie orgels richt op de geschiedenis van de orgelbouw.

## Bestuur
De plaats is een Ortsgemeinde en maakt deel uit van de Verbandsgemeinde Langenlonsheim.

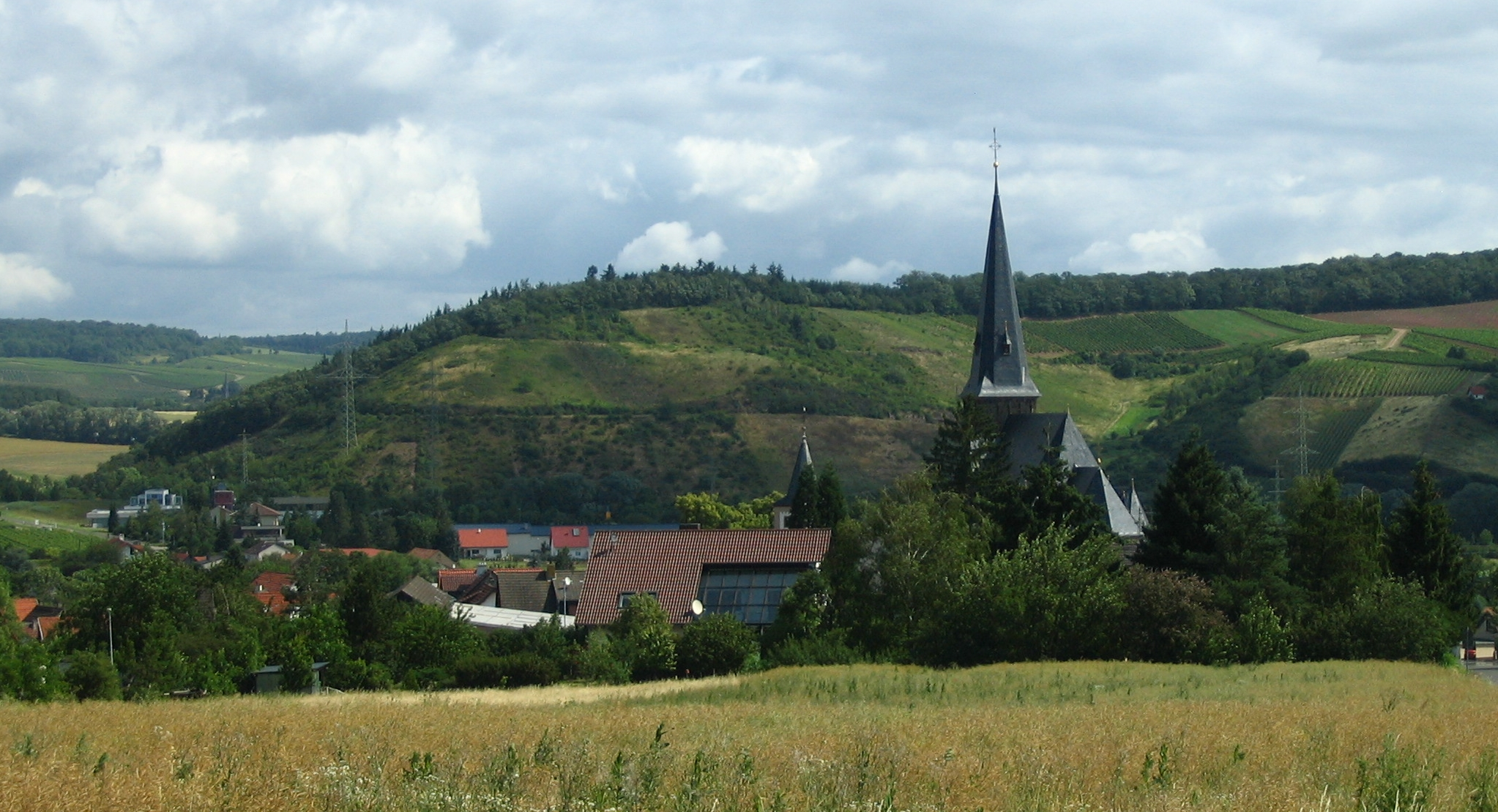
Windesheim, gezien vanuit het westen